# Abudefduf septemfasciatus
Abudefduf septemfasciatus är en fiskart som först beskrevs av Cuvier, 1830.  Abudefduf septemfasciatus ingår i släktet Abudefduf och familjen Pomacentridae. Inga underarter finns listade i Catalogue of Life.

## Bildgalleri

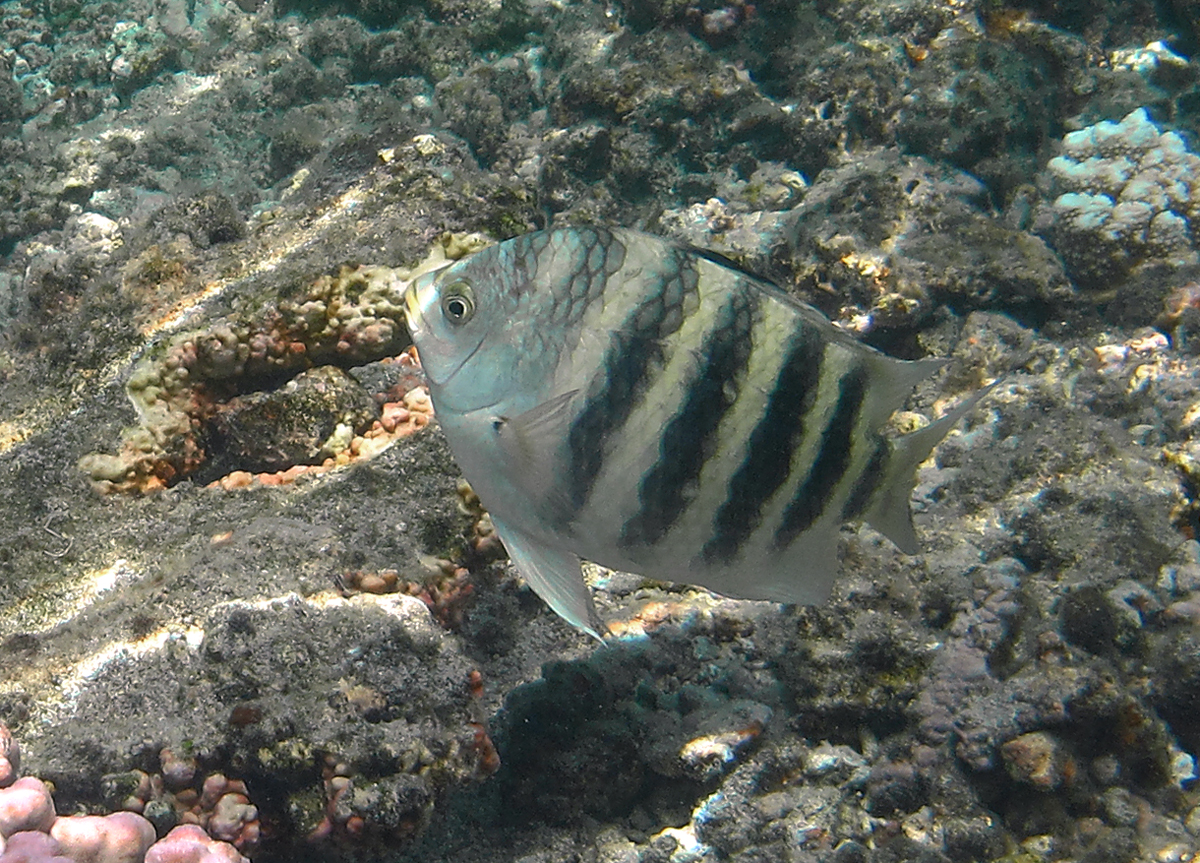
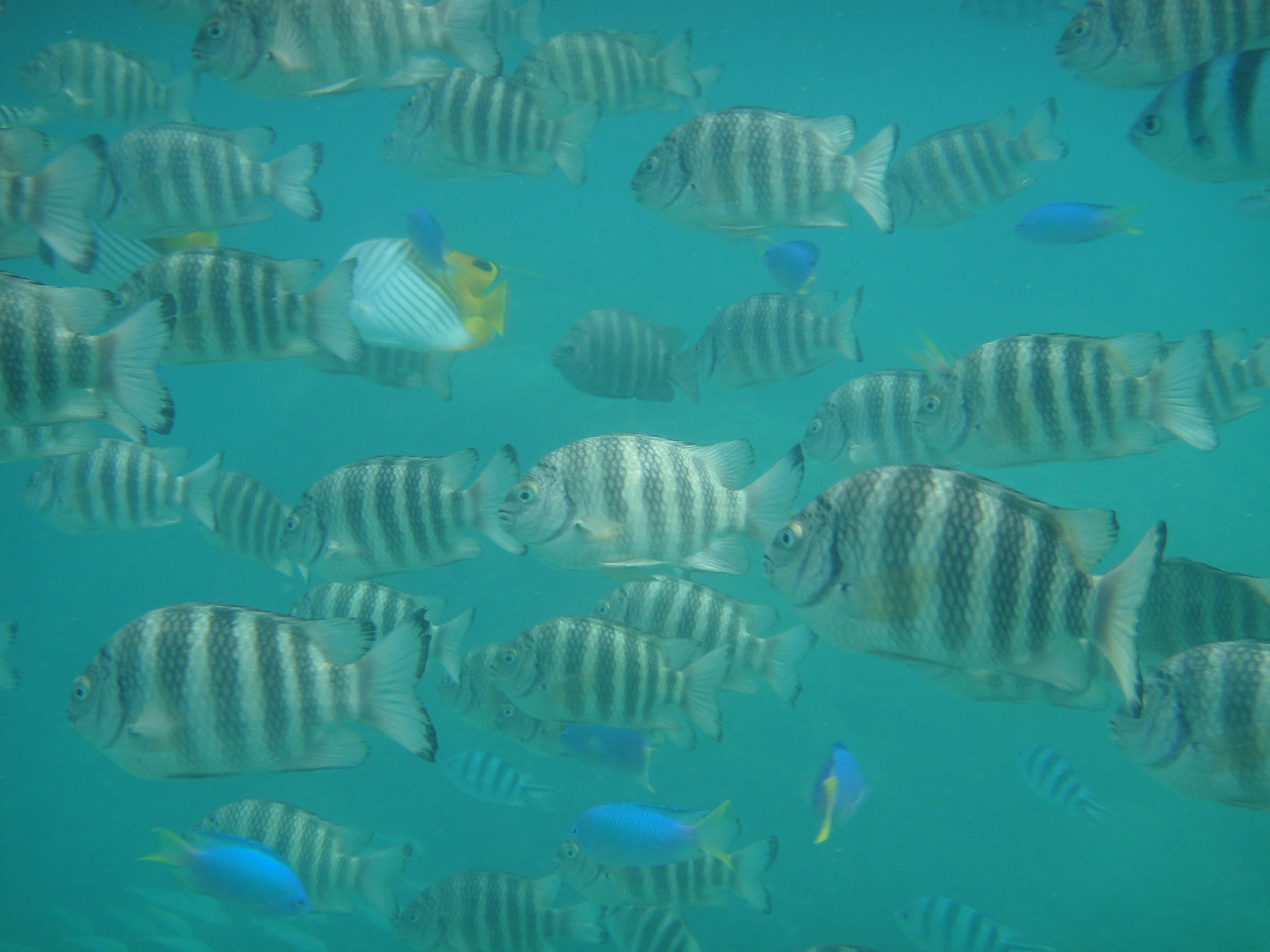
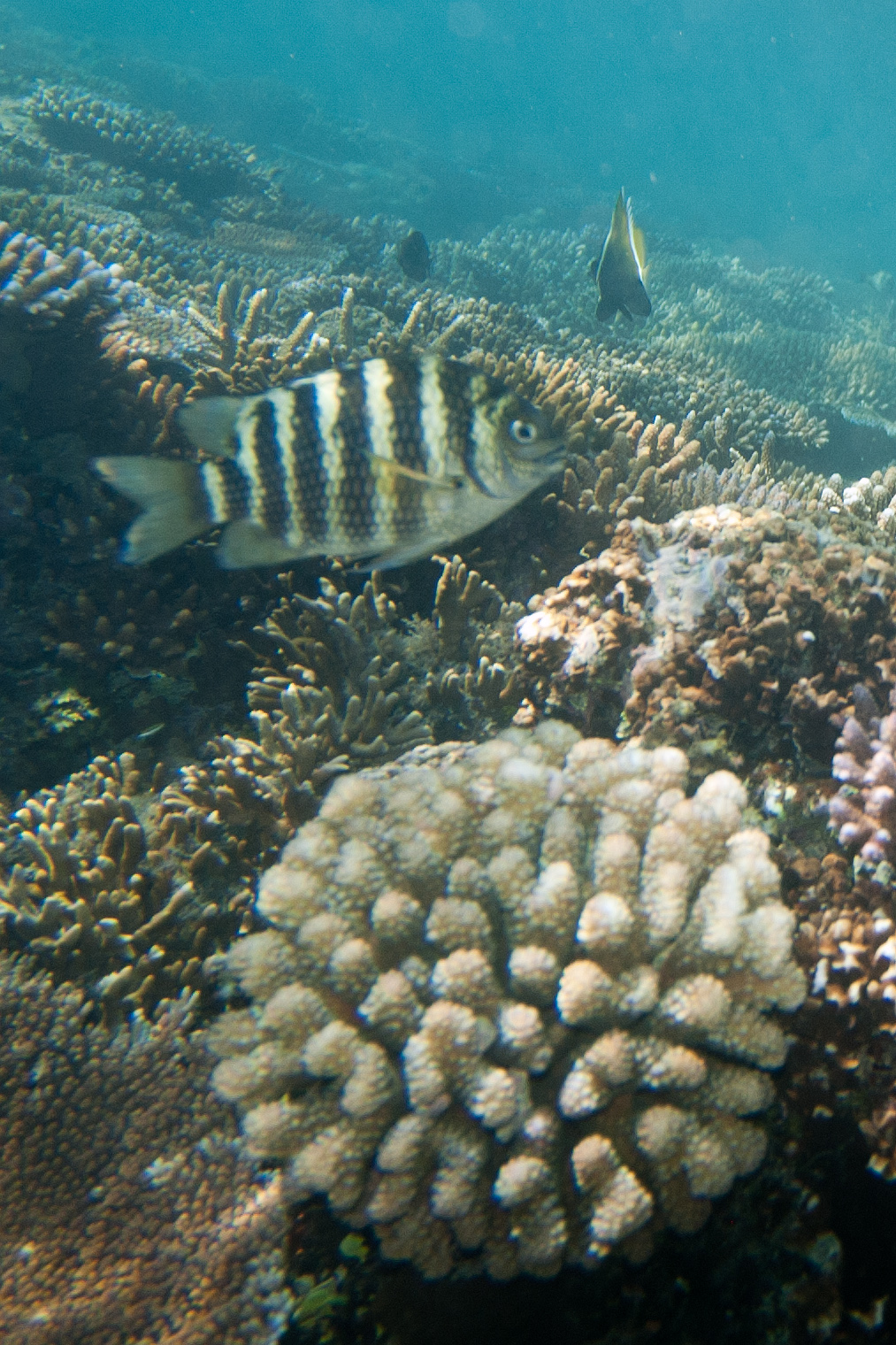
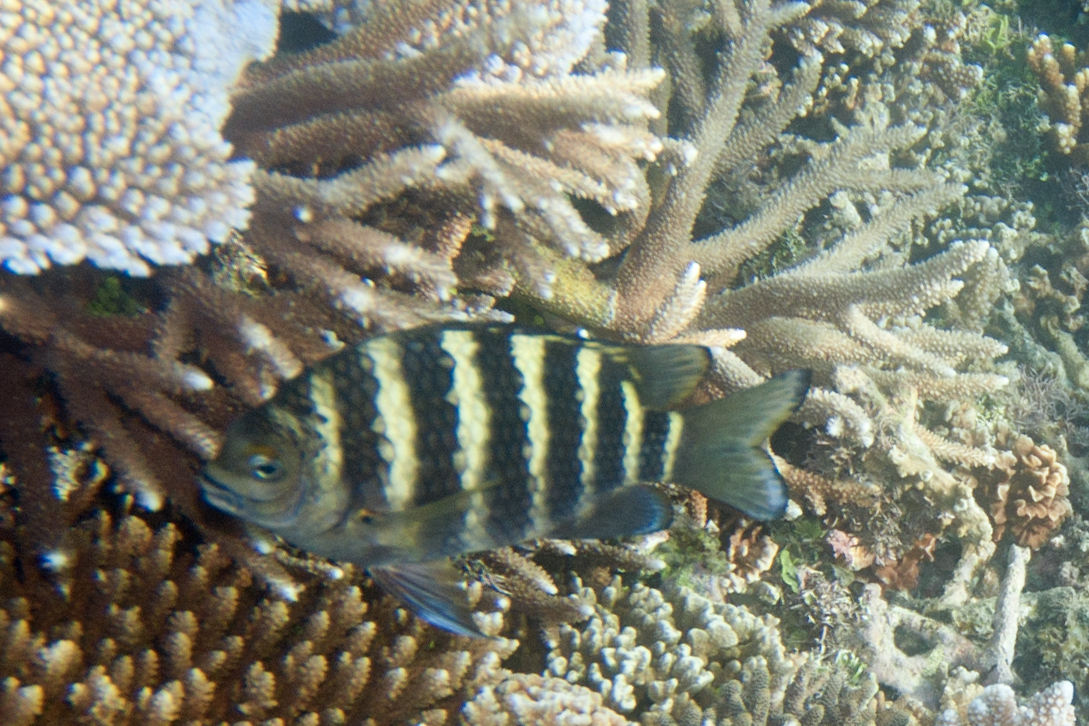